# Conversió d'unitats
La conversió d'unitats és la transformació d'una unitat en una altra.
Un mètode per a realitzar aquest procés és amb l'ús dels factors de conversió i les molt útils taules de conversió.
Bastaria multiplicar una fracció (factor de conversió) i el resultat és altra mesura equivalent en la qual han canviat les unitats.
Quan el canvi d'unitats implica la transformació de diverses unitats es poden utilitzar diversos factors de conversió un rere l'altre, de manera que el resultat final serà la mesura equivalent en les unitats que cerquem, per exemple si volem passar 8 metres a iardes, l'única cosa que hem de fer és multiplicar 8(0.914)=7.312 iardes.
Els ordinadors d'oficina o llar solen disposar d'aplicacions de fulls de càlcul o poden accedir a convertidors gratuïts per mitjà d'Internet.